# Savannah (TV-serie)
Savannah (originaltitel: Savannah) är en amerikansk TV-serie från 1996–1997. Serien kretsar kring de tre vännerna Reese, Lane och Payton som växt upp tillsammans i Savannah, Georgia. Medan de tre unga kvinnorna kämpar för att uppnå sina drömmar sätts deras vänskap även ständigt på prov med anledning av en mängd intriger. I Sverige har serien sänts på TV4 med start den 31 augusti 1996.

## Rollista i urval

### Huvudkaraktärer
- Robyn Lively – Lane McKenzie
- Jamie Luner – Peyton Richards
- Shannon Sturges – Reese Burton
- David Gail – Dean Collins
- Paul Satterfield – Tom Massick
- Beth Toussaint – Veronica Koslowski
- Ray Wise – Edward Burton
- George Eads – Travis Peterson & Nick Corelli
- Alexia Robinson – Cassie Wheeler

### Gästroller
- Mimi Kennedy – Eleanor Alexander Burton
- Wendy Phillips – Lucille Richards
- Scott Thompson Baker – Brian Alexander
- Taurean Blacque – Det. Michael Wheeler
- Russell Curry – Det. Sam Lucas